# Серафимовський
Серафи́мовський (рос. Серафимовский, башк. Серафимов) — село (в минулому селище міського типу) у складі Туймазинського району Башкортостану, Росія. Адміністративний центр Серафимовської сільської ради.
Населення — 9813 осіб (2010; 10340 у 2002).
У період 1952-2004 років село мало статус селища міського типу.